# モンテネグロの国章
モンテネグロの国章（モンテネグロのこくしょう）とは2004年7月12日に制定されたモンテネグロの徽章のこと。金（黄）の双頭の鷲が、獅子の描かれた盾を抱えている図である。1910年から1918年の間使われた、モンテネグロ王国のニコラ1世の紋章を元にしている。

## 構成
- 双頭の鷲はビザンツ帝国に由来する意匠。左足に王笏、右足に青いオーブ（宝珠）を掴んでいる。
- 中央の紋章は19世紀頃のペトロヴィッチ＝ニェゴシュ朝の紋章に由来する[1]。青い空と緑の大地の間を右手を挙げた金（黄）の獅子が歩むというもの。
- 王冠はモンテネグロ王国をイメージしている。

## 以前の国章
ユーゴスラビア連邦共和国(新ユーゴ)およびセルビア・モンテネグロ時代のモンテネグロは双頭の鷲が白く描かれていた。
モンテネグロ社会主義共和国時代は双頭の鷲は廃され、海に浮かぶロヴチェン山の図柄が国旗で結ばれた月桂冠で囲まれ、上に赤い星を添えるという社会主義の典型的なデザインであった。

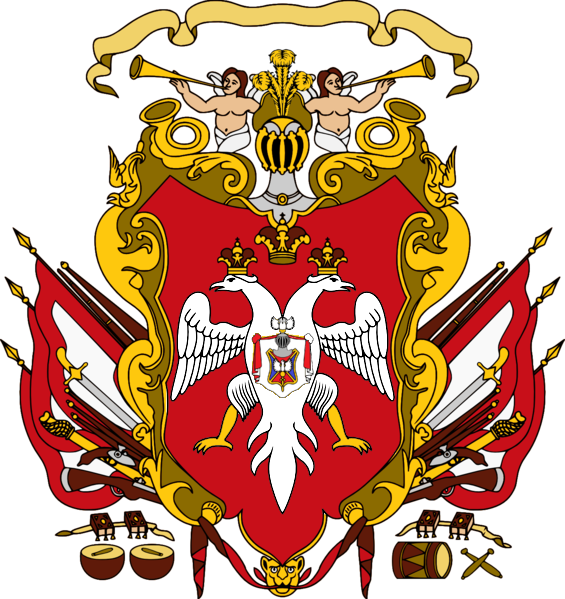
1711年の紋章
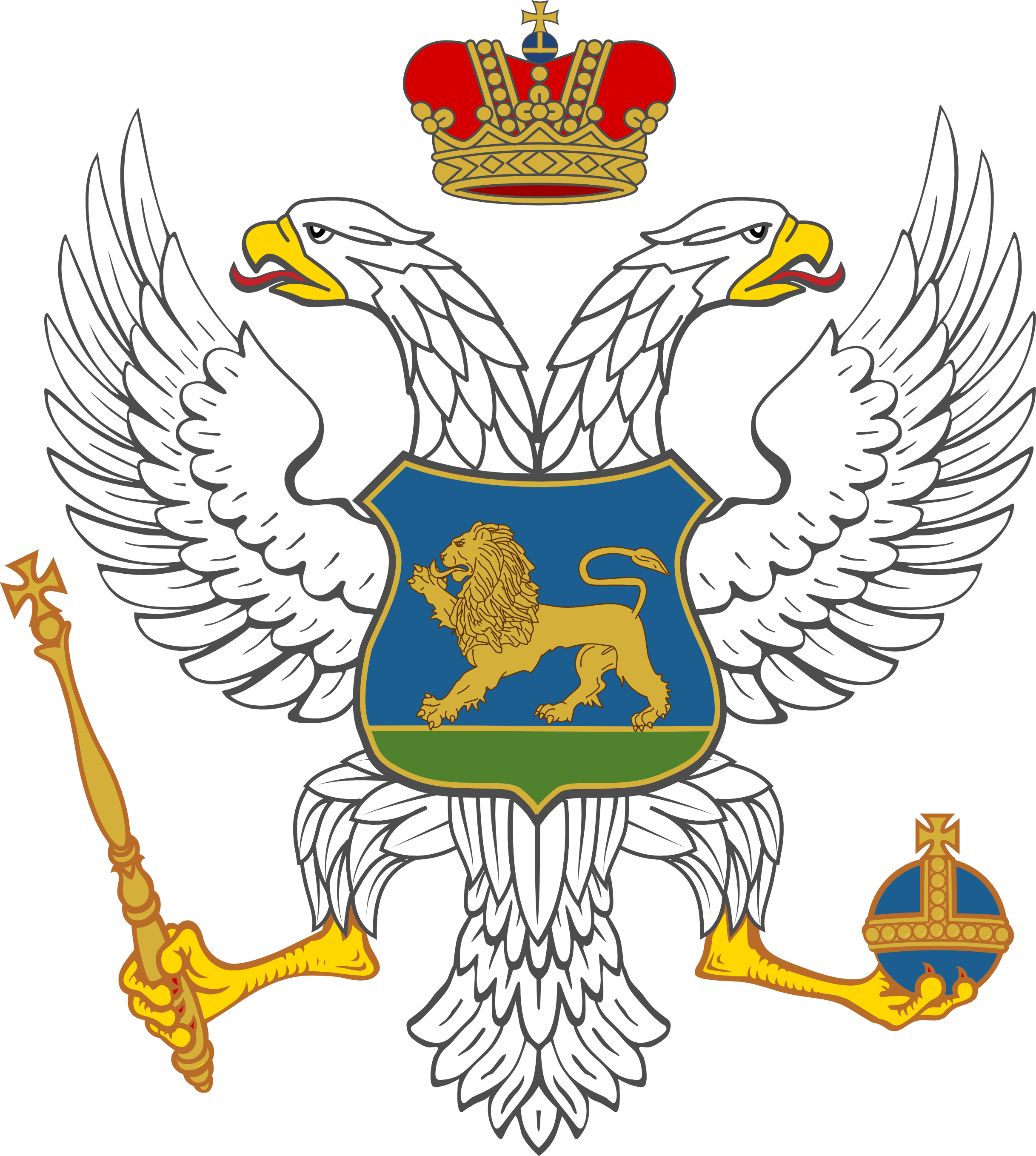
ニコラ1世の紋章
モンテネグロ公国の国章(1852年-1910年)
モンテネグロ王国の国章(1910年-1918年)
共産ユーゴ時代の国章(1945年-1947年)
共産ユーゴ時代の国章(1947年-1963年)
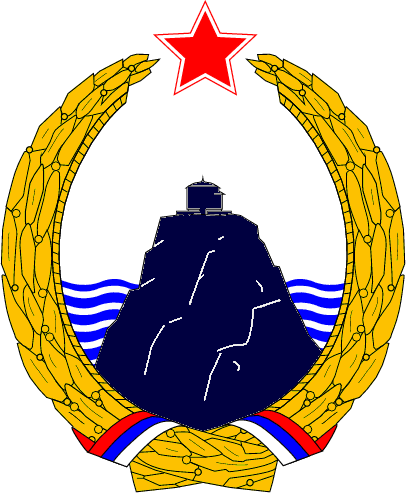
共産ユーゴ時代の国章(1963年-1974年)
共産ユーゴ時代の国章(1974年-1993年)
新ユーゴやセルビア・モンテネグロ時代の国章(1993年-2004年)
セルビア・モンテネグロ時代の国章(2004年-2006年)